# Корженко Вадим Анатолійович
Вадим Анатолійович Корже́нко (нар. 18 січня 1957, Львів) — український художник; член Спілки художників України з 1992 року.

## Біографія
Народився 18 січня 1957 року в місті Львові (нині Україна). Син художниці Рити Пашкевич. Протягом 1974—1979 років навчався у Львівському інституті прикладного та декоративного мистецтва, де його педагогами були зокрема Вітольд Манастирський, Гутуров Іван. Дипломна робота — ансамбль функціональних скловиробів для житлової кімнати (керівник: Неллі Федчук, оцінка: добре).
Після здобуття фахової освіти працював на Київському комбінаті монументально-декоративного мистецтва; з 1987 року — на творчій роботі. Живе у Києві у будинку на вулиці Ентузіастів, № 25/1, квартира № 23.

## Творчість
Працює у галузях станкового і монументального живопису, графіки, декоративно-ужиткового мистецтва (для тканин створює елегійні квіткові натюрморти, еротичні фігуративні й абстрактні композиції у техніці гарячого батика). Серед робіт:
- комплексне оформлення інтер'єру кафе «Зустріч» у Києві (1986);
- емблема «Каравела» для Київського суднобудівного технікуму (1987);
- диптих «День і ніч», «Херсонес» (усі — 1997);
- декоративні панно: «Мавка» (1995), «Модель», «Чекання» (обидва — 1997), «Вечір» (1998), триптих «Трансформація» (2007);
- цикл «Графічні метаморфози» (2000);
- живопис: «Незнайомка», «Фантазія», «Любов іде» (усі — 1999), «Ню» (2005);
- графіка: диптих «Абстракція», «Старовинна вулиця», «Весна», «Фантазія» (усі — 2008).

Бере участь у всеукраїнських, міжнародних мистецьких виставках з 1987 року. Персональні виставки відбулися у Києві у 1987, 1992, 1996, 2006, 2009 роках, Варшаві у 1991 році, Сент-Етьєні у 1992, 1996, 2005 роках, Вільдесгаузені у 1995 роув, Люнебурзі та Бармштедті у 1997 році, Берліні у 1999—2000 роках, Гамбурзі у 2001 році, Бернбурзі у 2010 році, Лос-Анджелесі у 2002 році.
Окремі роботи зберігаються у Хмельницькому художньому музеї, Національному музеї українського народного декоративного мистецтва у Києві.